# قانون اساسی سوئد
قانون اساسی سوئد (سوئدی: grundlagar) عالی‌ترین قانون کشور سوئد است. این قانون شامل چهار سند قانونی اساسی می‌باشد.
- در سال ۱۸۱۰فرمان جانشینی (سوئدی: Successionsordningen)
- در سال ۱۹۴۹فرمان آزادی مطبوعات (سوئدی: Tryckfrihetsförordningen)
- در سال ۱۹۷۴ ابزار حکومت (سوئدی: Regeringsformen)
- در سال ۱۹۹۱ قانون عالی آزادی بیان (سوئدی: Yttrandefrihetsgrundlagen)

همچنین قانونی خاص وجود دارد که شامل سازمان‌های داخلی و شیوه عمل مجلس ریکسداگ می‌شود. با اینکه این قانونی بخشی از قانون اساسی محسوب نمی‌شود، اما همان رویه اصلاح قانون اساسی برای اصلاح آن بکار می‌رود، بدون اینکه نیاز به رفراندوم باشد. 
- 1974 فرمان ریکسداگ (سوئدی: Riksdagsordningen)

برای اصلاح یا تجدید نظر در قوانین بنیادی، مجلس ریکسداگ باید در دو دوره اصلاحات را مورد تایید قرار دهد و در بین این دو باید یک انتخابات سراسری بگزار شود. 

## یادداشت
1. 1 2  de Meij, Jan (2004).  Prakke, Lucas; Kortmann, Constantijn (eds.). Constitutional Law of 15 EU Member States. Kluwer. p. 808. ISBN 9013012558.